# Campeonato de División Intermedia 1930 (Argentina)
El Campeonato de División Intermedia 1930 fue la vigésima edición del torneo y la trigésimo primera temporada de la tercera categoría.
Los nuevos participantes fueron: Loma Juniors, ganador del ascenso de Segunda División; Albión, que retornó al torneo tras no participar en la edición anterior; y Bristol, Porteño de Morón y Villa Ballester, que retornaron al torneo tras estar desafiliados.
El torneo consagró campeón a La Paternal, que obtuvo el ascenso.

## Ascensos y descensos
| Pos. | Ascendidos a Primera División B 1930 |
| ---- | ------------------------------------ |
| 1°   | Gimnasia y Esgrima (L)               |

| Pos. | Ascendidos de Segunda División 1929 |
| ---- | ----------------------------------- |
| 1°   | Loma Juniors                        |

| Afiliados        |
| ---------------- |
| Bristol          |
| Porteño de Morón |
| Villa Ballester  |

| Descendidos de Primera División B 1929 |
| -------------------------------------- |
| No hubo                                |

| Descendidos a Segunda División 1930 |
| ----------------------------------- |
| No hubo                             |

| Desafiliados    |
| --------------- |
| Devoto          |
| Perla del Plata |

## Sistema de disputa
Los participantes fueron divididos en cuatro secciones, donde se enfrentaron bajo el sistema de todos contra todos a dos ruedas. El ganador de cada sección clasificó a la fase final. En caso de igualdad de puntos en el primer lugar, se enfrentaron a eliminación directa a único partido.
Fase final
Los equipos se enfrentaron bajo el sistema de todos contra todos a dos ruedas. El ganador se consagró campeón y ascendió a Primera División B.

## Fase de grupos

### Sección 1
| Pos. | Equipo                       | Pts. | J  | G  | E | P  |
| ---- | ---------------------------- | ---- | -- | -- | - | -- |
| 1°   | La Paternal                  | 32   | 19 | 15 | 2 | 2  |
| 2°   | Buenos Aires                 | 33   | 20 | 15 | 3 | 2  |
| 3°   | Defensores de Santos Lugares | 23   | 20 | 10 | 3 | 7  |
| 4°   | Bella Vista                  | 21   | 20 | 8  | 5 | 7  |
| 5°   | Caseros                      | 21   | 20 | 9  | 3 | 8  |
| 6°   | Germinal San Miguel          | 20   | 19 | 8  | 4 | 7  |
| 7°   | Centenario Argentino         | 18   | 20 | 7  | 4 | 10 |
| 8°   | Flores                       | 16   | 20 | 7  | 2 | 11 |
| 9°   | El Talar                     | 11   | 19 | 3  | 5 | 11 |
| 10°  | Gutenberg                    | 11   | 20 | 3  | 5 | 12 |
| 11°  | Marplatense                  | 9    | 19 | 3  | 3 | 13 |

|  | Clasificado a la Fase final. |

### Sección 2
| Pos. | Equipo             | Pts. | J  | G  | E | P  |
| ---- | ------------------ | ---- | -- | -- | - | -- |
| 1°   | 25 de Mayo         | 37   | 22 | 17 | 3 | 2  |
| 2°   | Saavedra           | 28   | 22 | 13 | 2 | 7  |
| 3°   | Florida            | 27   | 22 | 13 | 1 | 8  |
| 4°   | Victoria           | 23   | 22 | 10 | 3 | 9  |
| 5°   | Central Argentino  | 21   | 22 | 8  | 5 | 9  |
| 6°   | Martínez           | 21   | 21 | 8  | 5 | 8  |
| 7°   | Villa Ballester    | 21   | 22 | 9  | 3 | 10 |
| 8°   | Canal San Fernando | 19   | 22 | 7  | 5 | 10 |
| 9°   | Sp. San Isidro     | 19   | 22 | 9  | 1 | 12 |
| 10°  | Villa Crespo       | 18   | 22 | 7  | 4 | 11 |
| 11°  | Thomas Edison      | 16   | 22 | 5  | 6 | 11 |
| 12°  | Olivos             | 12   | 21 | 5  | 2 | 14 |

|  | Clasificado a la Fase final. |

### Sección 3
| Pos. | Equipo           | Pts. | J  | G | E | P  |
| ---- | ---------------- | ---- | -- | - | - | -- |
| 1°   | Barracas Juniors | 19   | 14 | 8 | 3 | 3  |
| 2°   | Isla Maciel      | 19   | 14 | 9 | 1 | 4  |
| 3°   | Lomas Wanderers  | 19   | 14 | 8 | 3 | 3  |
| 4°   | Sarandí          | 19   | 14 | 8 | 3 | 3  |
| 5°   | Adrogué          | 12   | 14 | 5 | 2 | 7  |
| 6°   | Wilde            | 11   | 14 | 4 | 3 | 7  |
| 7°   | Los Andes        | 7    | 14 | 2 | 3 | 9  |
| 8°   | Deutscher        | 5    | 14 | 2 | 1 | 11 |

|  | Desempate. |

#### Desempate
|  | Semifinales      | Semifinales |                  |                 | Final | Final |  |
|  |                  |             |                  |                 |       |       |  |
|  |                  |             |                  |                 |       |       |  |
|  | Sarandí          | 1           |                  |                 |       |       |  |
|  | Sarandí          | 1           |                  |                 |       |       |  |
|  | Lomas Wanderers  | 2           |                  |                 |       |       |  |
|  | Lomas Wanderers  | 2           |                  | Lomas Wanderers | 0     |       |  |
|  |                  |             |                  | Lomas Wanderers | 0     |       |  |
|  |                  |             | Barracas Juniors | 2               |       |       |  |
|  | Isla Maciel      | 0           | Barracas Juniors | 2               |       |       |  |
|  | Isla Maciel      | 0           |                  |                 |       |       |  |
|  | Barracas Juniors | 2           |                  |                 |       |       |  |
|  | Barracas Juniors | 2           |                  |                 |       |       |  |
|  |                  |             |                  |                 |       |       |  |

### Sección 4
| Pos. | Equipo           | Pts. | J  | G  | E | P  |
| ---- | ---------------- | ---- | -- | -- | - | -- |
| 1°   | Alsina           | 38   | 22 | 16 | 6 | 0  |
| 2°   | Liniers          | 34   | 22 | 14 | 6 | 2  |
| 3°   | Albión           | 32   | 22 | 13 | 6 | 3  |
| 4°   | Libertad         | 29   | 22 | 12 | 5 | 5  |
| 5°   | Nueva Pompeya    | 27   | 22 | 10 | 7 | 5  |
| 6°   | Porteño de Morón | 27   | 22 | 12 | 3 | 7  |
| 7°   | Loma Juniors     | 18   | 22 | 7  | 4 | 11 |
| 8°   | Bristol          | 16   | 22 | 7  | 2 | 13 |
| 9°   | Balvanera        | 16   | 22 | 6  | 4 | 12 |
| 10°  | Ramos Mejía      | 16   | 22 | 6  | 4 | 12 |
| 11°  | Almafuerte       | 7    | 22 | 2  | 3 | 15 |
| 12°  | Leandro N. Alem  | 2    | 22 | 0  | 2 | 20 |

|  | Clasificado a la Fase final. |

## Fase final
| Pos. | Equipo           | Pts. | J | G | E | P |
| ---- | ---------------- | ---- | - | - | - | - |
| 1°   | La Paternal      | 10   | 6 | 5 | 0 | 1 |
| 2°   | Barracas Juniors | 7    | 6 | 3 | 1 | 2 |
| 3°   | 25 de Mayo       | 4    | 6 | 1 | 2 | 3 |
| 4°   | Alsina           | 3    | 6 | 1 | 1 | 4 |

|  | Campeón. Ascendió a Primera División B. |